# كول ستوكتون
كول ستوكتون (بالإنجليزية: Cole Stockton)‏ هو لاعب كرة قدم بريطاني في مركز الهجوم، ولد في 13 مارس 1994 في Huyton ‏ في المملكة المتحدة. لعب مع نادي ترانمير روفرز ونادي ساوثبورت ونادي موركامب.

## وصلات خارجية
- كول ستوكتون على موقع قاعدة بيانات كرة القدم.إي يو (الإنجليزية)
- كول ستوكتون على موقع Soccerbase.com (لاعب) (الإنجليزية)
- كول ستوكتون على موقع Soccerway.com (الإنجليزية)